# 감성과학
감성과학(感性科學, Science of Emotion & Sensibility)는 기계중심, 물질중심적 패러다임에서 벗어나 인간중심, 감성중심으로 인간이 추구하는 높은 삶의 질을 구현하기 위한 과학이다. 다양한 정보기술, 기계 기술 분야와 문화 기술 분야가 다학제적으로 만나 연구하는 접합점의 역할을 하며, 기술과 문화가 융합된 새로운 문명을 이루기 위해 노력하는 과학분야이다. 예전에는 감성공학이라 많이 불렸으나, 공학적 관점에서 더 넓은 관점으로 연구와 발전을 위해 지금의 이름으로 바뀌어 불린다.

## 개요
1988년 시드니 국제 인간공학학회에서 처음 공식적으로 명명되었으며 미국의 휴먼팩터(Human Factors), 유럽의 인간공학(Ergonomics)과 일본의 정서공학의 발전에 뿌리를 두고 있다.
감성과학에 밀접하게 연관된 분야는 인간공학, 인지공학, 사용자 인터페이스, 산업디자인, 사용성 평가, 인간과 컴퓨터 상호작용이다.
특히 새로운 기술의 발달을 인간중심적 디자인으로 해석하여 제품과 서비스로 만들어 내기 위한 방법으로 활용되고 있는데 예를 들어 새로운 디지털 센서 기술을 이용 말이나 그림만으로 전해기 힘든 감성적 내용을 커뮤니케이션하는 방법을 개발하는 등 프로젝트가 있다. 이러한 실제 적용을 위해서는 다양한 분야의 전문적 지식과 경험이 필요하며 협동연구의 시너지 효과가 필요하다.

## 감성지수
감성지수(Emotional Quotient)는 감성과학에서 지능지수(IQ)와는 다른 지능적인 정서적인면에서의 능력을 나타내는 것으로, 자신의 감성을 파악하고 적절한 결단을 내릴 수 있는 능력, 스트레스가 되는 감정을 제어하는 능력, 실패를 극복하는 능력, 다른 이의 감정을 공감하는 능력 그리고 조화를 유지하고 서로 협력하는 사회적 능력등이다.

## 대한민국의 감성과학 분야
대한민국에서는 1987년 한국표준과학연구원에 인간공학 연구실이 설립되어 연구하였고, 1991년 과학기술G7계획를 통한 전략 거점기술로서 연구기획이 처음 수립되었으며, 1996년에 정식으로 G7과제로 선정되었다.

## 같이 보기
- 정서
- 음악 치료
- 심리학
- 감성 컴퓨팅
- 정동 (심리학)